# Henri de Saint Germain
Henri Marie Raoul Gaillard de Saint Germain (ur. 30 czerwca 1878 w Saint-Malo, zm. 19 grudnia 1951 w Saint-Jean-le-Blanc) – francuski szermierz, medalista igrzysk olimpijskich.
Na igrzyskach olimpijskich w Antwerpii w 1920 roku, Francuzi w składzie: Jean Margraff, Marc Perrodon, Henri de Saint Germain i Georges Trombert zdobyli srebro w szabli drużynowej. W turnieju indywidualnym odpadł w pierwszej rundzie. Brał też udział w igrzyskach olimpijskich w Paryżu w 1924 roku, gdzie Francuzi odpadli w półfinałach szabli drużynowej.
Nie zdobył medalu mistrzostw świata.
Walczył w I wojnie światowej. W 1920 został kawalerem Legii Honorowej, a w 1934 Oficerem Legii Honorowej. Dosłużył się stopnia majora.